# Flughafen Kano

i7
i11
i13
Der Mallam Aminu Kano International Airport (Hausa Filin Jirgin Saman Mallami Aminu Kano, IATA-Code: KAN, ICAO-Code: DNKN) ist ein Flughafen im nördlichen Nigeria, welcher nahe der Stadt Kano liegt. Er ist der älteste Flughafen des Landes und wurde nach dem nigerianischen Politiker Aminu Kano benannt.

## Infrastruktur
Es gibt zwei zwischen den Landebahnen liegende Terminals – eines für Inlandsflüge und eines für internationale Flüge. Der Bau eines neuen Inlandsterminals wurde Anfang der 2000er Jahre begonnen, allerdings unterbrochen und nie vollendet.
Der Flughafen hat zwei Landebahnen, wobei 06/24 primär für zivile Flüge und 05/23 vor allem durch die nigerianische Luftwaffe genutzt wird.

## Verkehrsstatistik
| Jahr | Fluggäste | Veränderung in % | Fracht in Tonnen | Flugbewegungen |
| ---- | --------- | ---------------- | ---------------- | -------------- |
| 2006 | 327.697   |                  |                  | 5425           |
| 2007 | 373.657   |                  |                  | 5374           |
| 2008 | 346.683   |                  |                  | 5486           |
| 2009 | 323.482   | (9,8 %)          |                  | 6106           |

## Zwischenfälle
Von 1944 bis Dezember 2017 kam es am Flughafen Kano zu neun Totalverlusten von Flugzeugen. Dabei wurden insgesamt 226 Personen getötet. Beispiele:
- Am 23. November 1944 gab es an einer Curtiss C-46D-5-CU Commando der United States Army Air Forces (USAAF) (Luftfahrzeugkennzeichen 42-101184) im Anflug auf den Flughafen Kano Probleme mit einem Triebwerk. Als der Kommandant auf dem verbliebenen Motor Vollgas gab, fiel auch dieser aus. Das Flugzeug stürzte auf die Landebahn, schleuderte darüber und drehte dann in die Vegetation neben der Landebahn ab. Die Maschine wurde irreparabel beschädigt. Alle 14 Insassen, vier Besatzungsmitglieder und 10 Passagiere, überlebten den Unfall.[3]

- Am 10. April 1948 verunglückte eine Douglas DC-4-1009 der Air France (F-BBDC) beim Start zu einem Positionierungsflug auf dem Flughafen Kano. Aufgrund eines blockierten Bugfahrwerks geriet das Flugzeug schon nach 480 Metern von der Startbahn ab, kreuzte eine andere Bahn und einen Graben, beschleunigte weiter immer noch mit Vollgas, und schlug schließlich in ein Gebäude ein. Dabei wurde von den 6 Besatzungsmitgliedern, den einzigen Insassen, eines getötet (siehe auch Flugunfall der Air France in Kano 1948).[4]

- Am 24. Juni 1956 stürzte nahe dem Flughafen Kano eine Canadair C-4 Argonaut der British Overseas Airways Corporation (BOAC) (G-ALHE) kurz nach dem Start ab, als sie nach Einflug in eine Gewitterzelle hinter der Landebahn Bäume streifte. Von den 45 Personen an Bord wurden 32 getötet.[5]

- Am 17. Juni 1961 wurde die aus Tripolis kommende Douglas DC-4/C-54B der Continentale Deutsche Luftreederei (D-ABEB) bei einem nächtlichen Anflug auf den Flughafen Kano in den Boden geflogen. Bei diesem CFIT (Controlled flight into terrain) schlug die gecharterte Maschine rund 3,7 Kilometer vor der Landebahnschwelle auf und ging in Flammen auf, nachdem der verantwortliche Luftfahrzeugführer sich alleine auf die Anflugbefeuerung konzentriert und die Maschine damit bei unzureichender räumlicher Orientierung unter die notwendige Obstacle Clearance Altitude von 110 Metern geflogen hatte. Einer der sieben Insassen wurde beim Aufschlag der Maschine von dem sich lösenden und die Kabine durchbohrenden Propeller Nummer 2 getroffen und tödlich verletzt. Beim Aufschlag wurde ein Mechaniker aus der Maschine geschleudert, der sich aufgrund der Explosion eines Treibstofftanks schwere Verbrennungen zuzog. Die anschließende Untersuchung des Vorfalls ergab, dass die Ermüdung des Kommandanten und auch das versäumte Einschalten der Landescheinwerfer zu dem Unfall beigetragen hatten.[6][7]

- Am 22. Januar 1973 verunglückte eine Boeing 707-3D3C der jordanischen Alia (JY-ADO), betrieben für Nigeria Airways, auf dem Rückweg von Mekka, Saudi-Arabien. Die Besatzung des nach Lagos geplanten Fluges war aus Wettergründen ausgewichen und machte eine sehr harte Landung auf dem Flughafen Kano. Die Evakuierung wurde sehr spät eingeleitet. Von den 202 Insassen starben 170 Pilger und 6 Besatzungsmitglieder, 26 Personen überlebten (siehe auch Flugunfall bei Kano 1973).[8]

- Am 4. Mai 2002 stürzte eine BAC 1-11-500 der EAS Airlines (5N-ESF) kurz nach dem Start vom Flughafen Kano in dicht bewohntes Gebiet. Von den 77 an Bord befindlichen Personen starben 71, außerdem wurden 78 Menschen am Boden getötet. Nach 52 Tagen Standzeit war in die Unfallmaschine ein Triebwerk einer anderen eingebaut worden, die aus dem Verkehr gezogen war. Zehn Stunden nach dem Motorwechsel kam es zum Absturz (siehe auch EAS-Airlines-Flug 4226).[9]